# Beckwithshaw
Beckwithshaw ar en by och en civil parish i kommunen North Yorkshire i Storbritannien. Den ligger i grevskapet North Yorkshire och riksdelen England, i den centrala delen av landet, 290 km norr om huvudstaden London. Orten har 425 invånare (2011).